# اسکادران هوایی امپراتوری عثمانی

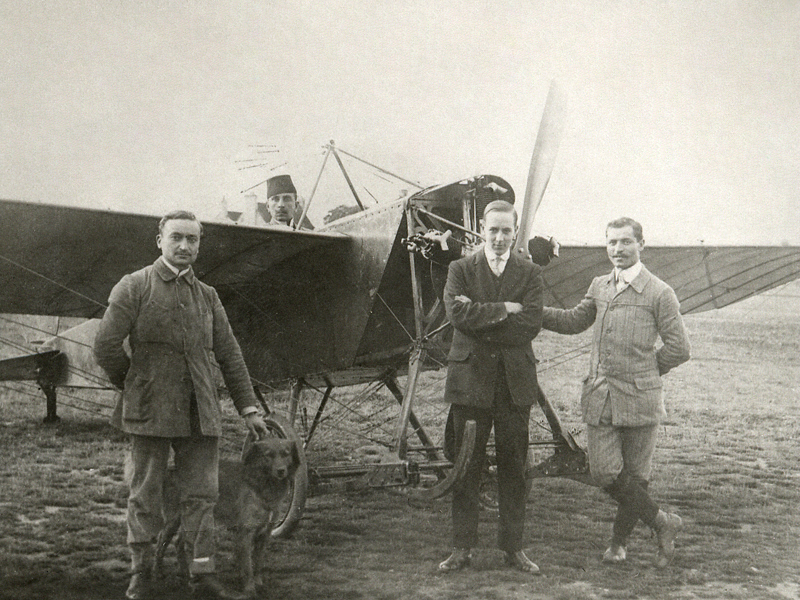
خلبانان ارتش عثمانی در اوایل سال ۱۹۱۲

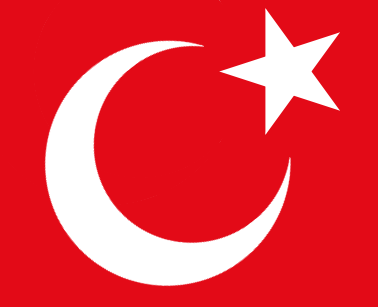
نشان مورد استفاده در برخی هواپیماهای در خدمت نیروی دریایی

اسکادران‌های هوایی امپراتوری عثمانی (انگلیسی: Ottoman Aviation Squadrons) یگان‌های هواپیمای نظامی ارتش و نیروی دریایی امپراتوری عثمانی بودند. تاریخچه بکارگیری هواپیماهای نظامی در ارتش عثمانی به ژوئن ۱۹۰۹ یا ژوئیه ۱۹۱۱ بر می‌گردد. این سازمان را بعضاً نیروی هوایی عثمانی نیز می‌نامند. اندازه ناوگان هوایی در دسامبر ۱۹۱۶، هنگامی که جوخه‌های هواپیمایی عثمانی ۹۰ هواپیما داشتند، به اوج خود رسید. اسکادران‌های هوایی به عنوان بازرسی کل نیروهای هوایی (Kuva-yı Havaiye Müfettiş-i Umumiliği) در ۲۹ ژوئیه ۱۹۱۸ دوباره سازماندهی شدند. با امضای آتش بس مودروس در ۳۰ اکتبر ۱۹۱۸، بکارگیری هواپیمایی ارتش عثمانی عملاً به پایان رسید. در زمان آتش بس، نیروی هوایی ارتش عثمانی حدود ۱۰۰ خلبان داشت. ۱۷ یگان هوایی مستقر درپایگاه‌های زمینی (هر کدام دارای ۴ هواپیما) و ۳ یگان هوایی در خدمت نیروی دریایی (هر کدام دارای ۴ هواپیما) که جمعاً ۸۰ فروند هواپیمای جنگی در اختیار داشتند.